# Боярышник зелёномясый
Боя́рышник зелёномя́сый, или зелёномя́котный (лат. Crataégus chlorosárca) — кустарник или небольшое дерево, вид рода Боярышник (Crataegus) семейства Розовые (Rosaceae).
Названия на других языках: кит. 绿肉山楂 lu rou shan zha.

## Распространение и экология
В природе ареал вида охватывает Камчатку, Приморье, Сахалин и Японию.
Произрастает по опушкам разреженных лесов, на сухих речных террасах — только в лесной зоне, вблизи моря не встречается; одиночно или по 2—3 дерева.
|                                                  |
|                                                  |
| Сверху вниз: Кора в нижней части ствола. Листья. |

## Ботаническое описание
Дерево высотой до 6 м с густой, несколько пирамидальной кроной. Кора ствола и ветвей серая и желтовато-коричневая; молодые побеги тёмно-пурпурные, голые или слабо волосистые. Колючки короткие, 1—1,5 см длиной.
Почки почти чёрные. Листья яйцевидные или широкояйцевидные, с острой вершиной и широко клиновидным, реже усечённым основанием, неглубоко 9—11-лопастные или надрезанные, пильчато-зубчатые, с обеих сторон голые или сверху рассеянно волосистые, снизу волосистые или довольно густо опушенные, более бледные, на коротких побегах длиной 4,5—9 см, шириной 3,5—8 см, на длинных — длиной до 13 см, шириной 10 см. Черешок длиной 1—2,5 см. Прилистники широкие, серповидно-изогнутые, крупно зубчатые.
Соцветия довольно густые, немногоцветковые, длиной 1,5—3 см, диаметром 2,5—6 см, с голыми или рассеянно волосистыми осями и цветоножками, спрятаны среди листьев. Цветки диаметром около 1,2 см, с белыми лепестками. Чашелистики отогнутые, ланцетно-треугольные, зубчатые, с оттянутым кончиком, зелёные или фиолетово-красные. Тычинок 20, с пурпурными, иногда ночти чёрными пыльниками; столбиков 5.
Плоды шаровидные или округлые, диаметром до 1 см, незрелые красные, зрелые чёрные с восковым налётом и зеленоватой мякотью. Косточки в числе 4—5, трёхгранные, длиной около 5 мм, шириной 3 мм, продольнобороздчатые со спинной стороны, бороздчато-ямчатые с боков и несколько килеватые с брюшной стороны.
Цветёт с конца мая или начала июня. Плодоносит в августе — сентябре. Массовый листопад в конце октября.

## Значение и применение
В Западной Европе и США с 1880 года. Декоративен в период цветения и плодоношения, пригоден для парковых и аллейных посадок, но в культуре встречается значительно реже, чем замещающий его европейский вид — Боярышник чёрный (Crataegus nigra).
Во время цветения первых десяти дней на Камчатке доля приносимых пчёлами обножек составляет 50—60 %.
На Камчатке отмечено поедание северным оленем (Rangifer tarandus).

## Таксономия
Вид Боярышник зелёномясый входит в род Боярышник (Crataegus) трибы Pyreae подсемейства Спирейные (Spiraeoideae) семейства Розовые (Rosaceae) порядка Розоцветные (Rosales).
|  |                                      |  |                                                              |                                                              |                   |  | ещё 8 семейств (согласно Системе APG III) | ещё 8 семейств (согласно Системе APG III)    |                                              |  |  |  | ещё 7 триб (согласно Системе APG III)         | ещё 7 триб (согласно Системе APG III)         |  |  |  |  | ещё от 200 до 300 видов | ещё от 200 до 300 видов |
|  |                                      |  |                                                              |                                                              |                   |  | ещё 8 семейств (согласно Системе APG III) | ещё 8 семейств (согласно Системе APG III)    |                                              |  |  |  | ещё 7 триб (согласно Системе APG III)         | ещё 7 триб (согласно Системе APG III)         |  |  |  |  | ещё от 200 до 300 видов | ещё от 200 до 300 видов |
|  |                                      |  |                                                              | порядок Розоцветные                                          |                   |  |                                           |                                              | подсемейство Спирейные                       |  |  |  |                                               | род Боярышник                                 |  |  |  |  |                         |                         |
|  |                                      |  |                                                              | порядок Розоцветные                                          |                   |  |                                           |                                              | подсемейство Спирейные                       |  |  |  |                                               | род Боярышник                                 |  |  |  |  |                         |                         |
|  | отдел Цветковые, или Покрытосеменные |  |                                                              |                                                              | семейство Розовые |  |                                           |                                              | триба Pyreae                                 |  |  |  | вид Боярышник зелёномясый                     |                                               |  |  |  |  |                         |                         |
|  | отдел Цветковые, или Покрытосеменные |  |                                                              |                                                              |                   |  |                                           |                                              |                                              |  |  |  |                                               |                                               |  |  |  |  |                         |                         |
|  |                                      |  | ещё 44 порядка цветковых растений (согласно Системе APG III) | ещё 44 порядка цветковых растений (согласно Системе APG III) |                   |  |                                           | ещё 8 подсемейств (согласно Системе APG III) | ещё 8 подсемейств (согласно Системе APG III) |  |  |  | ещё около 60 родов (согласно Системе APG III) | ещё около 60 родов (согласно Системе APG III) |  |  |  |  |                         |                         |
|  |                                      |  |                                                              | ещё 44 порядка цветковых растений (согласно Системе APG III) |                   |  |                                           |                                              | ещё 8 подсемейств (согласно Системе APG III) |  |  |  |                                               | ещё около 60 родов (согласно Системе APG III) |  |  |  |  |                         |                         |